# FameLab
Das FameLab ist ein internationaler Wettbewerb zur Wissenschaftskommunikation für Studierende und junge Wissenschaftler. Die Gewinner aus den verschiedenen Ländern treten bei einem jährlichen internationalen Finale beim Cheltenham Science Festival gegeneinander an.

## Format

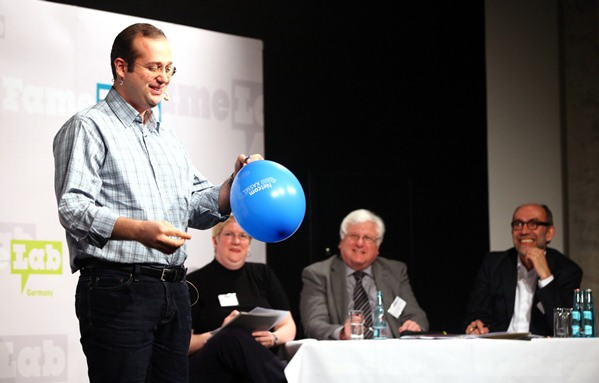
Vortrag beim Regionalentscheid des FameLab Hessen im Jahr 2014

Das FameLab Vortragsformat wurde im Jahr 2005 von Cheltenham Festivals entwickelt und wird seitdem in Kooperation mit British Council weltweit organisiert. Beim FameLab treten Studierende und junge Wissenschaftler aus den Natur- oder Ingenieurwissenschaften in einem Vortragswettbewerb gegeneinander an. Sie haben jeweils nur drei Minuten Zeit, ihr Thema zu präsentieren. Es dürfen keine Präsentationsfolien verwendet werden, aber alle Hilfsmittel die die Teilnehmenden selbstständig mit auf die Bühne bringen können. Die Bewertung der Vorträge erfolgt durch eine Jury, typischerweise zusammengesetzt aus Vertretern aus Wissenschaft und Medien. Die Jury benotet nach den Kriterien Inhalt, Struktur und Charisma. Von der grundsätzlichen Ausrichtung ähnelt das FameLab in einigen Aspekten dem Science-Slam, unterscheidet sich aber durch die kürzere Vortragsdauer, dem Verbot von Folien und der Bewertung durch eine Jury anstatt durch das Publikum.
FameLab International findet jährlich in ca. 30 Ländern weltweit statt. Seit 2007 haben weltweit insgesamt über 10000 Teilnehmende bei FameLab International mitgemacht. In den meisten Ländern finden als erste Stufe regionale Vorentscheide statt. Die Sieger treten dann in einem nationalen Finale gegeneinander an. Die Gewinner aller nationalen Finalrunden treffen dann beim FameLab International im Vereinigten Königreich beim Cheltenham Science Festival gegeneinander an.

## FameLab Deutschland
Seit 2011 finden auch jährliche FameLab-Wettbewerbe in Deutschland statt. Die Bielefeld Marketing GmbH organisiert das Format gemeinsam mit dem British Council in Deutschland und koordiniert die regionalen Vorentscheide und das jährliche Deutschlandfinale. 2023 holte  zum ersten Mal die Finalistin aus Deutschland, Aysel Ahadova (geboren in Baku, Aserbaidschan), mit dem Vortrag "DNA Reparatur - Kleine Fehler mit großen Folgen" den ersten Platz bei der Weltfinale.

### Gewinner
| Jahr | Sieger                   | Beitrag                                                 |
| ---- | ------------------------ | ------------------------------------------------------- |
| 2011 | Carsten Graf von Westarp | Nur die Liebe zählt                                     |
| 2012 | Timo Sieber              | Zellreprogrammierung mit dem Nudelholz                  |
| 2013 | Thien Ngoc Tran Nguyen   | Bakterien beim Plaudern stören                          |
| 2014 | Anna Stöckl              | Warum können Motten im Dunkeln eigentlich so gut sehen? |
| 2015 | Dong-Seon Chang          | What makes humans special?                              |
| 2016 | Hanzey Yasar             | Mit Nanokugeln gegen Allergien                          |
| 2017 | Olga Sin                 | How a brainless worm could help to cure brain diseases  |
| 2018 | Dr. Veli Vural Uslu      | crayfish against cancer                                 |
| 2019 | Thora Schubert           | Carbon Capture and Storage - der Retter in der Not?     |
| 2020 | Nicola Ganter            | Pimp My Part                                            |
| 2021 | Stefan Golfier           | Unser entknotetes Erbgut                                |
| 2022 | Christian Scharun        | Methan aus der Nordsee – Ein Fall für EDGAR und WALLACE |
| 2023 | Aysel Ahadova            | DNA Reparatur – kleine Fehler mit großen Folgen         |